# Cisti epatica
Il termine cisti epatica si riferisce alle cisti singole non-parassitarie del fegato, conosciute anche come cisti semplici.

## Eziologia
La causa di cisti semplice non è nota, ma si crede sia una condizione congenita. Tipicamente, il fluido all'interno della cisti ha una composizione in elettroliti simile al plasma. Bile, amilasi e globuli bianchi sono assenti. Il fluido delle cisti è continuamente secreto dal rivestimento epiteliale della cisti. Per questo motivo, l'agoaspirato delle cisti semplici non è risolutivo.
In alcuni casi le cisti epatiche rappresentano uno stadio del ciclo vitale di alcuni parassiti, come l'echinococco.

## Clinica

### Segni e sintomi
Le cisti semplici di solito non danno sintomi. Le grandi cisti possono causare occasionalmente qualche dolore sordo o gonfiore nel quadrante in alto a destra. L'ittero (pigmentazione gialla di cute e sclera), causato dalla ostruzione del dotto biliare, è raro.

### Esami di laboratorio e strumentali
Per la diagnosi di cisti semplice il medico può effettuare un semplice esame fisico (palpazione addominale), e fare un'indagine dello storico clinico. Può anche essere effettuata una TAC addominale.

## Diagnosi differenziale
Le lesioni cistiche del fegato includono, oltre alle cisti semplici, cisti multiple (malattia del fegato policistico o PCLD), cisti da parassiti o cisti idatidea (echinococco), tumori cistici (cistoadenoma, cistadenocarcinoma) e ascessi.

## Trattamento
Le cisti semplici in genere non richiedono trattamento, a meno che non diventino abbastanza grandi da causare dolore.
Nel caso sia necessario ridurne le dimensioni, i medici possono rimuovere il liquido dalla cisti. Si procede all'aspirazione del liquido per via percutanea, vale a dire tramite l'inserimento di un ago attraverso la pelle sotto la guida degli ultrasuoni.
Tuttavia, le cisti tendono a riempirsi di nuovo dopo la procedura. Per limitare la riformazione delle cisti, dopo che il liquido è stato tolto, i medici possono iniettare una sostanza–detta sclerosante–nella cisti per incollarne le pareti. La sclerosante più frequentemente usata è l'alcool.
In alternativa, si può procedere per via chirurgica alla fenestrazione laparoscopica della cisti, ovvero alla rimozione di parte della parete della cisti.